# Агенция за ядрено регулиране
Агенцията за ядрено регулиране (АЯР) е държавна институция в България, отговорна за прилагането на регулациите, свързани с използването на ядрена енергия и йонизиращи лъчения, както и с управлението на радиоактивни отпадъци и отработено ядрено гориво. Бюджетът ѝ за 2022 година е 7,52 милиона лева.
Агенцията води началото си от създадения през 1957 година Комитет по мирното използване на атомната енергия, преименуван през 1985 година на Комитет за използване на атомната енергия за мирни цели. Сегашния си статут и наименование получава с новия Закон за безопасно използване на ядрената енергия от 2002 година.

## Ръководители
- Иван Михайлов (1957 – 1959)
- Вълко Червенков (1959 – 1961)
- Живко Живков (1961 – 1965)
- Иван Попов (1965 – 1971)
- Начо Папазов (1971 – 1973)
- Стефан Василев (1973 – 1975)
- Костадин Костадинов (1975 – 1980)
- Иван Пандев (1980 – 1990)
- Янко Янев (1991 – 1996)
- Лъчезар Костов (1996 – 1997)
- Владимир Христов (1997)
- Георги Касчиев (1997 – 2001)
- Роберт Попиц (2001)
- Емил Вапирев (2001 – 2004)
- Сергей Цочев (2004 – 2013)
- Лъчезар Костов (2013 – 2020)
- Цанко Бачийски (от 2020)